# Марченко Володимир Олександрович (політик)
Володи́мир Олекса́ндрович Ма́рченко (нар. 19 квітня 1971, смт Машівка, Полтавська область) — український політик. Голова Полтавської обласної ради (з 20 квітня до 18 листопада 2010). Член партії ВО «Батьківщина» та заступник голови Полтавської обласної організації.

## Біографія
Володимир Олександрович Марченко народився 19 квітня 1971 року в смт Машівці Полтавської області. Закінчив Харківський інститут інженерів міського господарства, Національну академію державного управління при Президентові України. Має кваліфікацію: інженера-електрика, магістра суспільного розвитку.
Працював електромонтером на Полтавському південному підприємстві електромереж, диспетчером, старшим диспетчером, заступником начальника РЕМ, начальником Машівської дільниці Карлівського міжрайонного відділення енергозбуту, начальником Машівської філії ВАТ «Полтаваобленерго», заступником голови та головою Полтавської обласної ради.

## Голова Ради
Обраний Головою на позачерговій сесії 5-го скликання 20 квітня 2010. За нього проголосували 72 депутати, 9 — не підтримали та 1 бюлетень визнали недійсним. Усього в голосуванні взяли участь 82 присутні депутати.
28 квітня 2006 року облрада вже обирала своїм головою Володимира Марченка. Потім Київський райсуд Полтави визнав незаконними вибори і скасував рішення облради про його призначення головою. Згодом були перевибори, судові процеси, у результаті яких Володимир Марченко зняв свою кандидатуру на посаду голови Полтавської облради.